# Павлович, Лазар
Лазар Павлович (серб. Лазар Павловић; родился 2 ноября 2001) — сербский футболист, полузащитник белградского клуба «Вождовац».

## Клубная карьера
Уроженец села Звечка в округе Обреновац, Лазар начал футбольную карьеру в молодёжной команде местного клуба «Обреновац» в 2005 году. В 2011 году стал игроком футбольной академии белградского «Партизана».
15 мая 2019 года дебютировал в основном составе «Партизана» в матче Кубка Сербии против «Раднички Ниш». Это был ответный полуфинальный матч Кубка Сербии, он завершился вничью 1:1, но по сумме двух матчей в финал вышел «Партизан». 18 мая 2019 года Лазар подписал свой первый профессиональный контракт с клубом, рассчитанный на три года. 19 мая 2019 года дебютировал за «Партизан» в сербской Суперлиге в матче против клуба «Пролетер Нови-Сад». 23 мая 2019 года сыграл в финале Кубка Сербии, в котором «Партизан» обыграл принципиального соперника, «Црвену Звезду».

## Карьера в сборной
Выступал за сборные Сербии до 15, до 16, до 17, до 18 и до 19 лет.

## Достижения
Партизан
- Обладатель Кубка Сербии: 2018/19